# Wernyhora

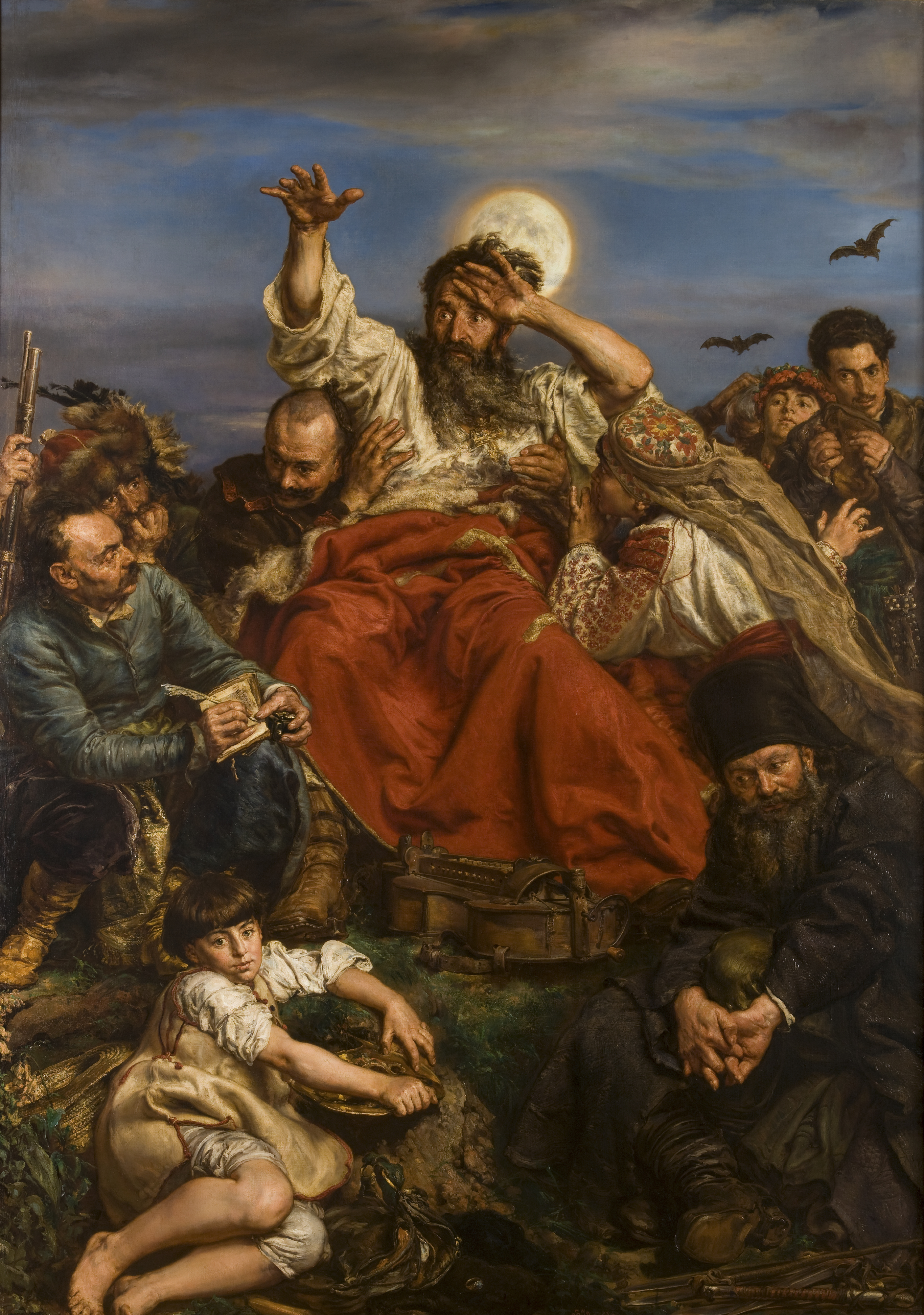
Jan Matejko, Wernyhora

Wernyhora (ukr. Вернигора, pol. Waligóra, jego prawdopodobne imię to Mosij, czyli Mojżesz) – wędrowny starzec, legendarny wieszcz i lirnik kozacki z XVIII wieku. W jednym z polskich mitów narodowych występuje jako postać przepowiadająca losy Rzeczypospolitej.
Wśród badaczy brak pewności co do tego, czy była to postać autentyczna. Być może Wernyhora był postacią, którą stworzyła ludowa legenda. Joachim Lelewel spisał około roku 1830 proroctwa Wernyhory. Jan Matejko uwiecznił go na obrazie.

## Wernyhora w literaturze i malarstwie
Jego przepowiednie, w tym tak zwane Proroctwo Wernyhory – o rozbiorach Rzeczypospolitej i jej późniejszym odrodzeniu, ożywiało wyobraźnię romantycznych poetów, takich jak Juliusz Słowacki (Wernyhora jako „Pan-Dziad z lirą” w Śnie srebrnym Salomei) czy Seweryn Goszczyński, za pośrednictwem których trafił do literatury. Stanisław Wyspiański uwiecznił go w Weselu, tworząc postać przejmującego, natchnionego wieszcza. Wernyhora stał się też motywem w malarstwie, z najbardziej znanym obrazem Jana Matejki pod tym samym tytułem. 

Na przełomie XVIII i XIX wieku wędrowni żebracy często powoływali się na Wernyhorę, niejednokrotnie podając się za niego. 

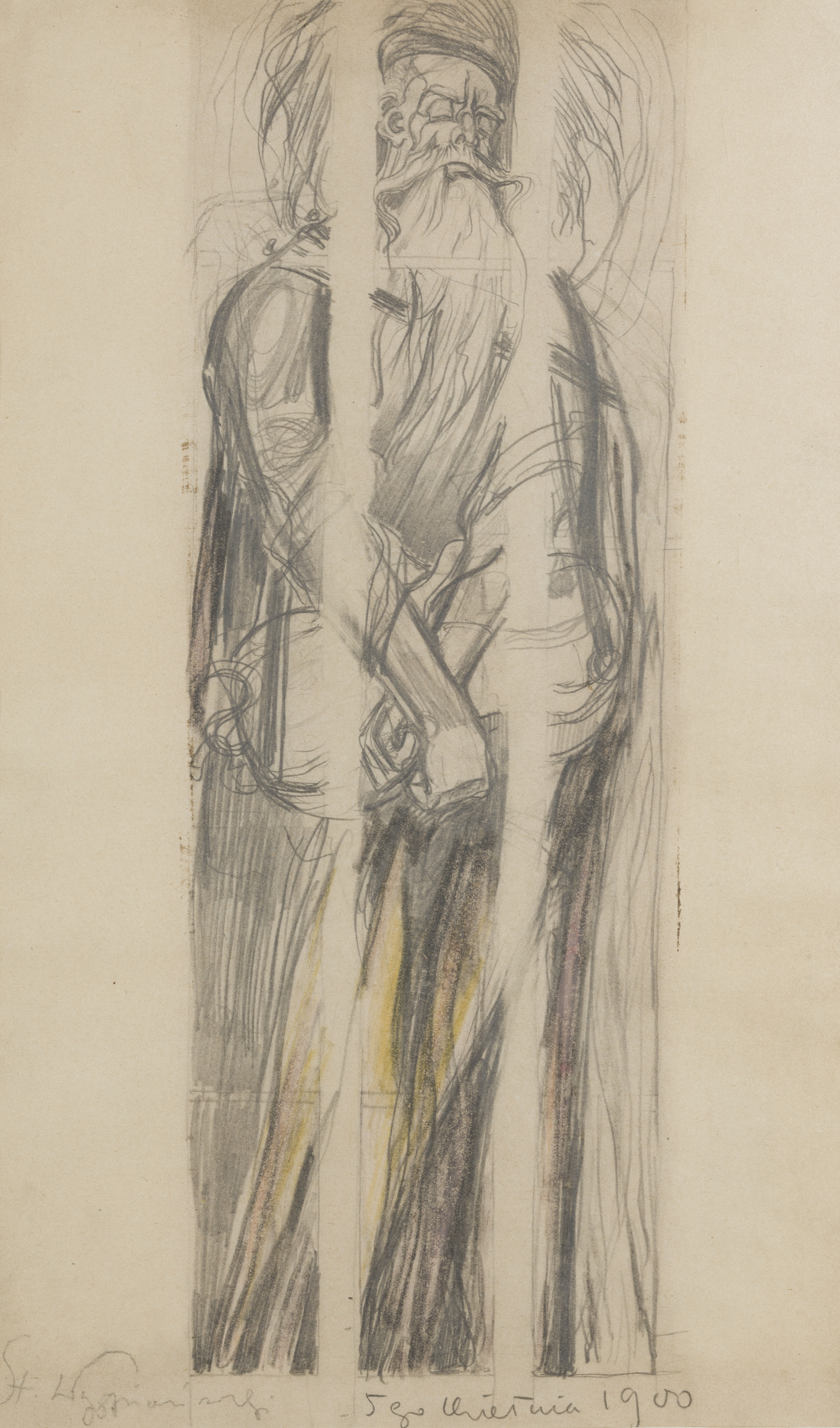
Stanisław Wyspiański, Wernyhora, szkic do witrażu w katedrze na Wawelu, ołówek, papier, 1900, Muzeum Narodowe w Krakowie.
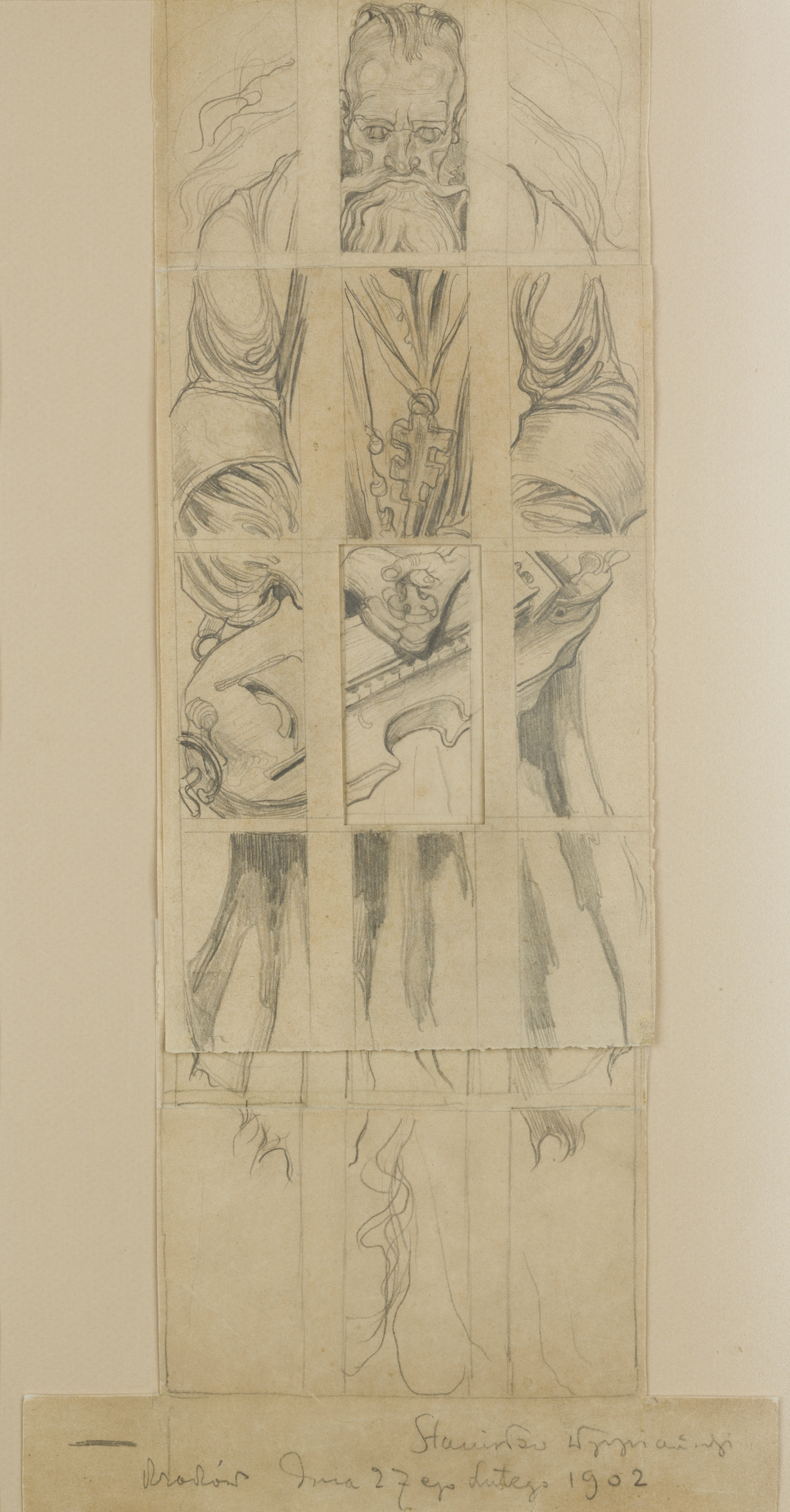
Stanisław Wyspiański, Wernyhora, szkic do witrażu w katedrze na Wawelu, ołówek, papier, 1902, Muzeum Narodowe w Krakowie.
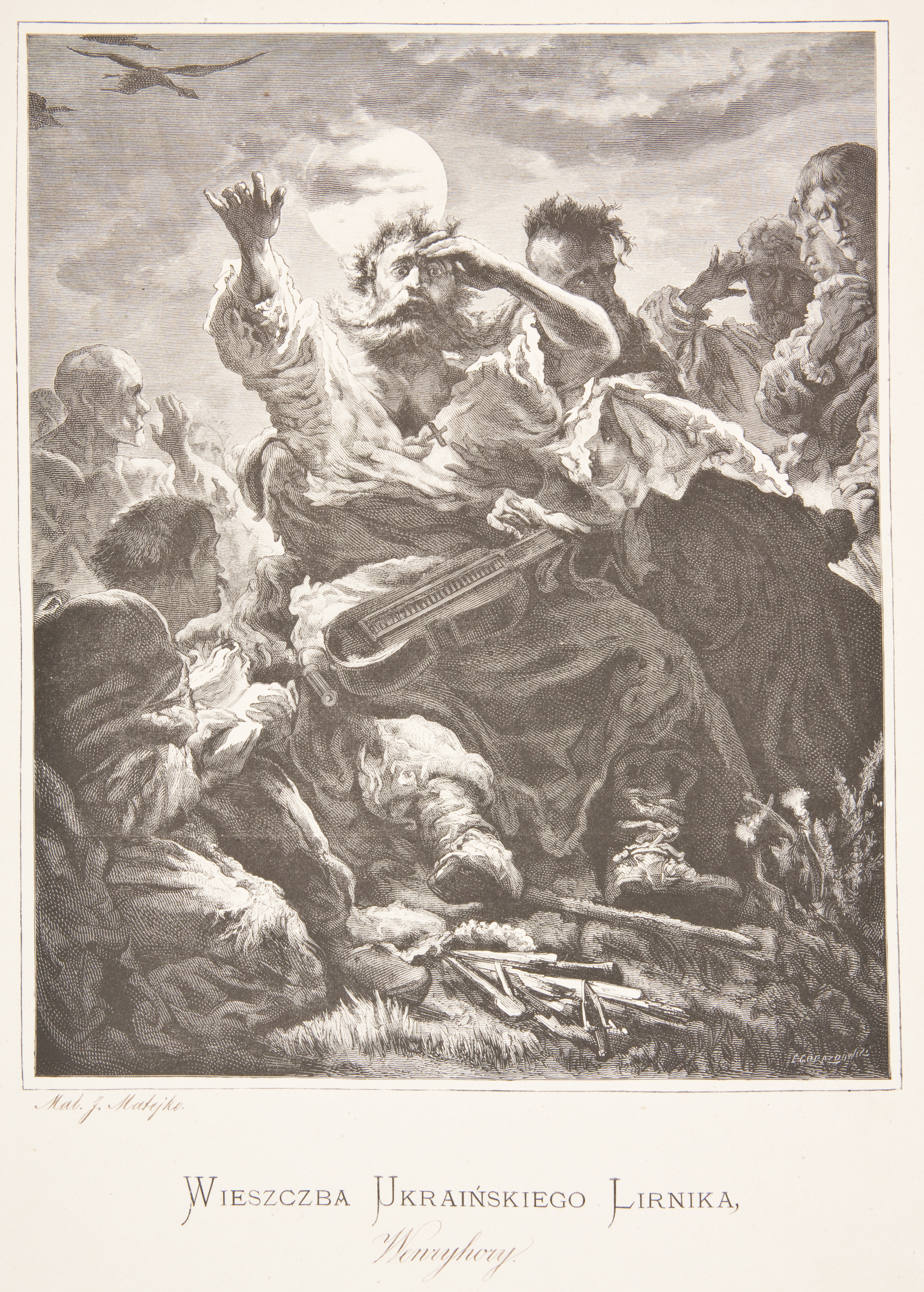
Edward Gorazdowski, Wernyhora wg szkicu Jana Matejki, drzeworyt, papier, 2. poł XIX wieku, Muzeum Narodowe w Krakowie.
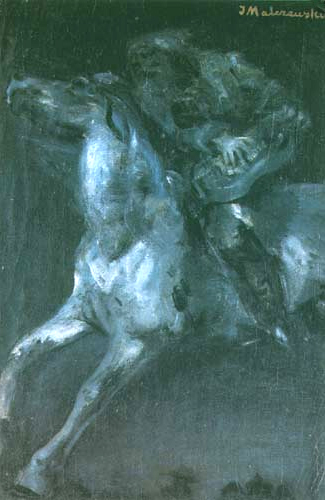
Jacek Malczewski, Wernyhora.
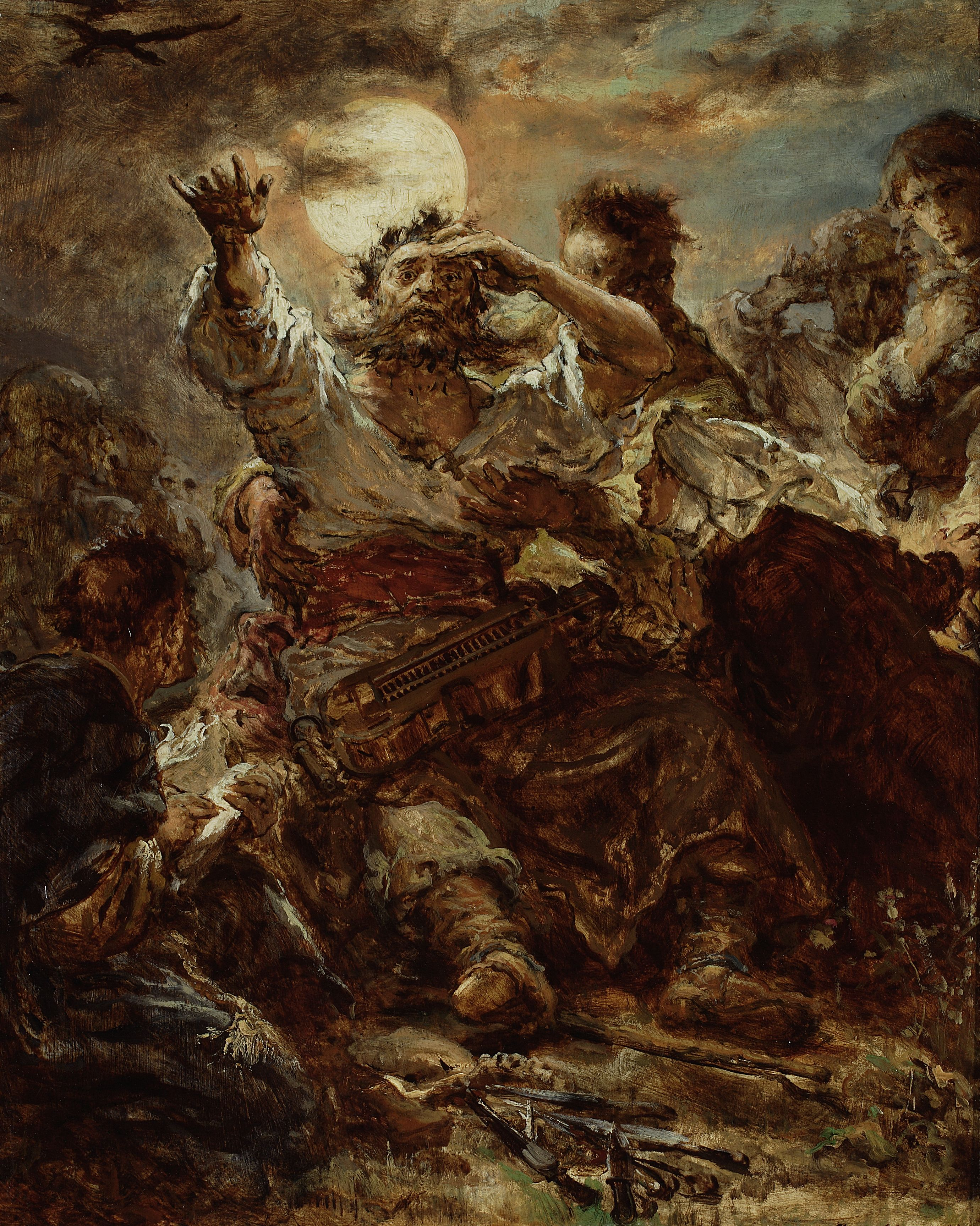
Jan Matejko, Szkic do obrazu Wernyhora, Muzeum Narodowe w Warszawie.

## Upamiętnienie
Imieniem Wernyhory nazwano jedną z ulic w Bielsku-Białej, Krakowie, Łodzi, Przemyślu, Szczecinie i Warszawie.